# Spoluspalování
Spoluspalování (anglicky cofiring) je současné spalování dvou či více různých typů materiálů. Výhodou spoluspalování je, že existující zařízení může být použito pro pálení nového paliva, které je například levnější či více ohleduplné k životnímu prostředí. Příkladem toho je spoluspalování biomasy v existujících uhelných topeništích místo výstavby nových topenišť pouze na biomasu. Dalším příkladem je spoluspalování frakcí primárního paliva biomasy s odpadovými palivy v zařízeních v biomasových zdrojích tepla vedoucí k šetrnému zničení odpadových frakcí a k cenově efektivní výrobě elektřiny a tepla. Spoluspalování může být také používáno ke zlepšení spalování paliv s nižší energetickou hodnotou, například skládkový plyn obsahuje velké množství oxidu uhličitého, který je nespalitelný. Pokud je skládkový plyn pálen bez odstranění oxidu uhličitého, zařízení nemusí fungovat správně a emise škodlivých látek mohou vzrůst. Jeho spoluspalování se zemním plynem zvyšuje tepelný obsah paliva a zlepšuje spalování a výkon zařízení. Pokud by elektřina či teplo vyrobené s pomocí biomasy či skládkového plynu byly jinak vyrobeny z neobnovitelných paliv, přínos je v podstatě stejný pro spoluspalování jako pro samotné tepelné užití biomasy. Navíc ale může být spoluspalování využito pro snížení emisí některých škodlivých látek. V České republice byla podpora spoluspalování ukončena na základě novely energetického zákona a novely zákona o podporovaných zdrojích energie (s výjimkou vysoce účinných zařízení) k 31. 12. 2015. Od 1. 1. 2016 je možné spoluspalování pouze s účinností vyšší než 70 %.

## Původ spoluspalování a význam dle současných technologií
Spoluspalování je spalování dvou či více různých paliv ve stejném spalovacím systému. Paliva mohou být tuhá, kapalná či plynná a jejich zdroj může být fosilní či obnovitelný. Tudíž používání těžkých topných olejů na občasnou výpomoc v uhelných elektrárnách může být teoreticky považováno za spoluspalování. Nicméně pojem spoluspalování je používán v současné technické terminologii k označení trvale nastaveného kombinovaného spalování dvou či více paliv.
Zájem o spoluspalování a používání tohoto termínu začalo v 80. letech 20. století v USA a Evropě a odkazovalo specificky k používání odpadových tuhých zbytků (papíru, plastu, rozpouštědel, asfaltu atd.) či biomasy v uhelných elektrárnách, které byly původně navrženy pouze pro spalování uhlí. Tento zájem o spoluspalování vzrostl zejména kvůli sociálnímu znepokojení kvůli globálnímu oteplování a emisím skleníkových plynů. Následkem tohoto znepokojení vznikly nové energetické politiky a prostředí cílící na redukci emisí. Spoluspalování je považováno za skvělou příležitost pro nahrazení uhlí (tuhého fosilního paliva) používaného k výrobě elektřiny obnovitelnými zdroji (biomasou) s nižšími náklady a přímým snížením emisí skleníkových plynů. Během posledních několika desetiletí poskytl výzkum velmi různorodá řešení pro spoluspalování biomasy v uhelných elektrárnách s omezeným dopadem na efektivitu, fungování i životnost zařízení. V současném kontextu může znít definice spoluspalování takto: použití dvou či více paliv, primárním je fosilní a sekundárním je jiný zdroj (obnovitelný či zbytkový) v kotli původně určeném na fosilní paliva, použitím původního spalovacího systému či dodatkových zařízení.

## Výhody spoluspalování
Použití biomasy ve spoluspalování přináší dodatečné environmentální, socio-ekonomické a strategické výhody oproti použití biomasy ve speciálních zařízeních na biomasu. V případě odpadových zbytků neexistují žádné další benefity, naopak spalování odpadu může změnit emisní regulace směrekm k přísnějším. Kromě této nevýhody platné pro odpady, spoluspalování biomasy či odpadu má následující výhody:
- Specifická investice (pro jednotku instalovaného výkonu): investice je zredukovaná ve srovnání se zařízeními na konvenční biomasu, jelikož zařízení používající fosilní paliva již existují a jsou požadovány pouze různé modifikace.
- Výroba elektřiny s vyšší efektivitou: obecně malé elektrárny na biomasu produkují elektřinu s relativně nízkou efektivitou ve srovnání s velkými uhelnými jednotkami (32 - 38 %) s optimalizovanými cykly díky úsporám z rozsahu.[3]
- Flexibilní provoz: původní elektrárna umí fungovat stále i na 100% fosilní palivo. Spoluspalovací zařízení je méně náchylné k sezónním výkyvům produkce biomasy a k její dostupnosti a změnám ceny.
- Motor pro rozvoj trhu s biomasou: různé evropské země dokázaly, že podpora spoluspalování je klíčová pro rozvoj trhu s biomasou stejně tak jako pro zlepšení odborných znalostí o zacházení s biomasou a jejím pálením.

## Spoluspalování biomasy
Spoluspalování biomasy je nízko-nákladová varianta pro efektivní a čistou přeměnu biomasy na elektřinu přidáním biomasy jako částečně náhradního paliva do výkonných kotlů na uhlí. Testovány byly všechny typy bojlerů/kotlů běžně užívaných elektrickými zařízeními a byly zjištěny malé či žádné ztráty v celkové výkonnosti bojleru/kotle po jeho upravení pro jiné palivové mixy. To značí, že efektivita pálení biomasy pro přeměnu na elektřinu by se při spalování s uhlím pohybovala okolo 33 - 37%. Testy také potvrdily, že energie z biomasy může poskytnout až 15 % celkového energetického příkonu pouze s úpravami spalování a se systémem dávkování biomasy.
V mnohých případech je množství biomasy, která je k dispozici v přiměřených nákladech v jakékoliv určité lokalitě, příliš malé, aby byl ekonomicky realizovatelný chod elektrárny založený pouze na takovém palivu. Ekonomika využívající takovýchto místně dostupných paliv se může značně zlepšit, pokud lze ve stávající elektrárně spalovat zároveň i komerční palivo. Existují však výrazná omezení pro paliva, která se mohou společně spalovat a to jak technická, tak i s ohledem na životní prostředí. Společné spalování biomasy se úspěšně uplatňuje u mnohých finských elektráren s fluidními kotli, kde je hlavním palivem rašelina, uhlí nebo dřevěný odpad z průmyslu buničiny a papíru. Využití rašeliny také podporuje využití dřeva a umožňuje i využití dražších paliv. Vlivem svých charakteristik se rašelina využívá při spoluspalování se dřevem. Technicky by bylo těžší využít ve stávajících zařízeních pouze dřevné palivo vlivem problémů s korozí a s tvorbou nánosů. Schopnost spalovat rašelinu také pojišťují nepřetržité dodávky paliva do oblastí, kde je dostupnost palivového dřeva z hlediska potřeby paliva nedostačující. Jiný přístup se musí zaujmout, když se nemůže z technických důvodů spalovat místní palivo společně s hlavním komerčním palivem. V tomto případě se dotyčné spalovací zařízení postaví pro místní palivo ve spojení s větší elektrárnou. V Dánsku se postavilo několik samostatných spalovacích zařízení pro spalování slámy ve spojení s velkými spalovacími závody na uhlí nebo plyn. Zplyňování biomasy a odpadních paliv se provádělo ve Finsku a v elektrárně v Rakousku.

### Výhody spoluspalování biomasy
Mezi výhody spoluspalování biomasy patří redukce emisí oxidu uhličitého, skleníkového plynu, který přispívá k efektu globálního oteplování. Biomasa obsahuje navíc mnohem méně síry než uhlí. Spoluspalování tedy omezí emise sirných plynů jako například oxidu siřičitého, který způsobuje kyselé deště.Výsledky prvních testů spoluspalování dřevěné biomasy ukázaly až 30 % redukční potenciál pro oxidy dusíku, který může způsobovat smog a znečištění ozonem.

### Nevýhody spoluspalování biomasy
Spoluspalování biomasy s uhlím ale představuje i řadu nevýhod. Například se tím ničí možnost využít zbytky po spalování jako hnojivo. Některé státy, jako například Polsko, spoluspalováním částečně obchází zapojení více obnovitelných zdrojů energie, což je povinností členských států Evropské unie. Hlavním důvodem jsou finance - pálení biomasy v existujících zařízeních vyžaduje nesrovnatelně nižší investici než stavba nových zařízeních určených pouze pro biomasu. Pálení biomasy probíhá ale často v zastaralých elektrárnách a je proto jedním z velmi málo efektivních způsobů užití biomasy. Navíc způsobuje často nevyvážený energetický mix států.